# Río Acatlán
El río Acatlán es un río que corre por el sur del estado de Puebla, en el centro de México. Este río tiene sus fuentes en la vertiente occidental de la sierra de Zapotitlán, a más de 2.000 m s. n. m. Es el límite entre el municipio poblano de Zapotitlán y el estado de Oaxaca. Tras internarse brevemente en el territorio oaxaqueño, el río Acatlán regresa a Puebla por el valle de Acatlán, a la altura del municipio de San Jerónimo Xayacatlán. Finalmente llega a desembocar en la corriente del río Mixteco, que forma parte de la cuenca del río Balsas-Atoyac.
El Acatlán antiguamente fue conocido con el nombre de Tisa'a, que significa "río encenizado". Hoy en día es también conocido con el nombre de Tizaa, pues los españoles a menudo transcribían el sonido [s] con la grafía "z" y no tenían ninguna forma de representar el corte glotal [ʔ]. En el mixteco de la región, usan la antigua palabra para designar al río al hablar de la Ciudad de Acatlán de Osorio, "Tesa'a" [teˈsaʔa]. Los acatecos a menudo le llaman "Tizaac" al río equivocadamente, pues la "c" al final de una palabra en mixteco no es posible. Esta deformación de la palabra se debe al uso equivocado del sufijo náhuatl "-k" que existe en muchos topónimos de origen náhuatl, el cual quiere decir "lugar".
Debido a la sequedad del clima de la Mixteca Baja Poblana, el Acatlán es un río de escaso caudal, aunque de vital importancia para las poblaciones del valle de Acatlán, puesto que es una de las pocas corrientes semipermanentes.